# Locomòbil

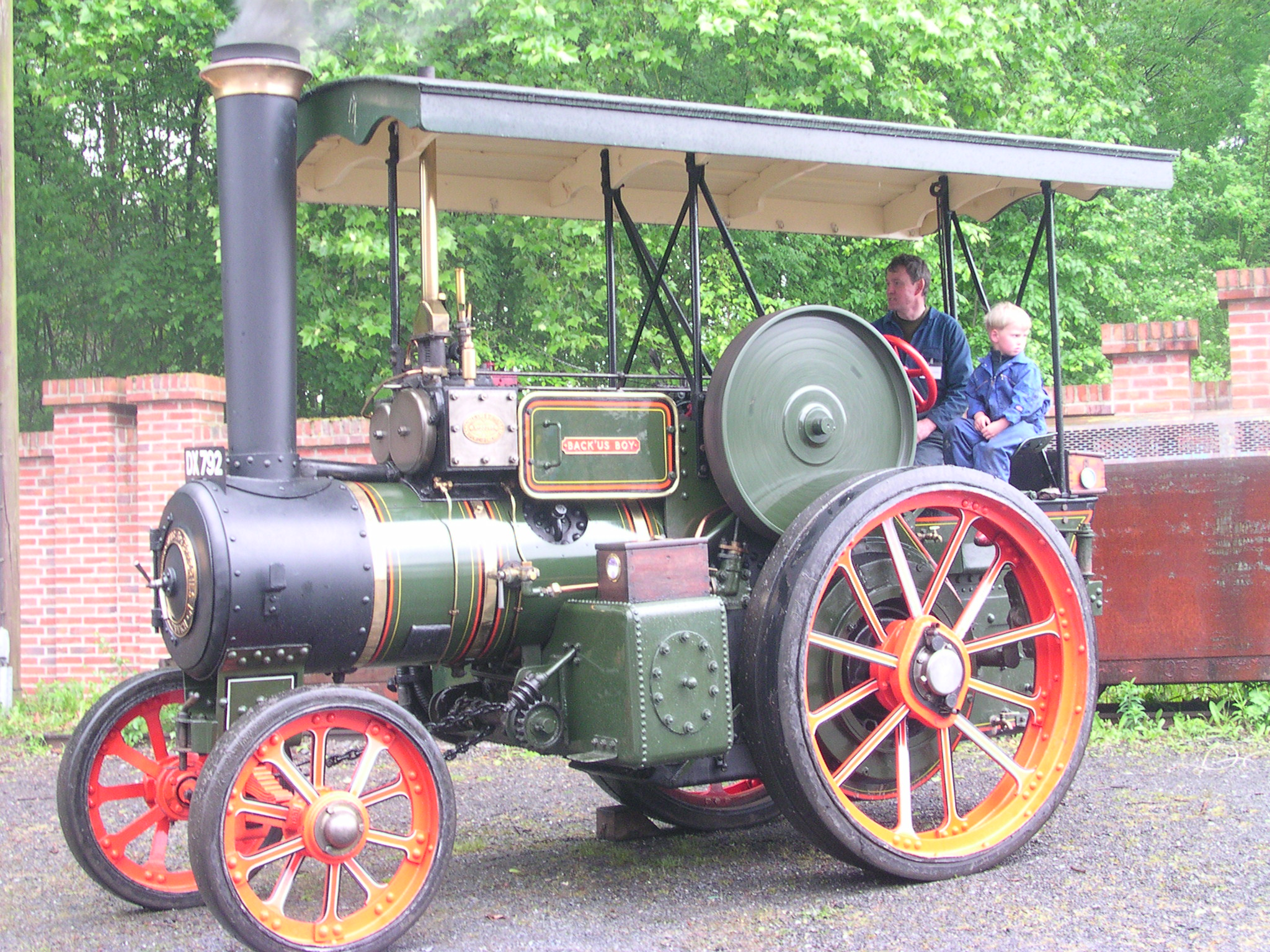
Locomòbil de 1910 en el festival de Bochum el 2007.

Un locomòbil o màquina locomòbil és una màquina de vapor dissenyada per rodar sense necessitat de via fèrria, encara que estaven pensades per funcionar a semblança dels trens. Antigament estaven dotades de rodes de tractor connectades amb politges al motor de vapor. L'inventor de la locomòbil va ser el valencià Valentín Silvestre, qui la denominà originalment "locomotora per a camins ordinaris".
Al canvi del segle xix al xx les locomòbils eren utilitzades per encarrilar els vagons que se sortien de les vies en accidents, per arrossegar maquinària pesant o per dur a terme treballs d'instal·lació dels rails.
A Catalunya, l'any 1902 l'empresa General de Asfaltos y Portland, Asland, S. A., promotora de la Fàbrica de Ciment Asland, comprà una locomòbil de vapor de 15 tones i sis vagons de 18 tones de càrrega màxima, adquirits a la firma Best Manufacturing de Califòrnia. Aquesta locomòbil circulava per camins i s'usà inicialment per transportar maquinària cap a la fàbrica situada a Castellar de n'Hug, i després de d'inauguració, per transportar el ciment produït. La locomòbil va tenir molta oposició a la comarca. L'any 1905 fou prohibit l'ús de la locomòbil per carreteres públiques, i a partir d'aquell moment el transport de ciment es feu mitjançant carros de transport i mules.
Durant el mes de març de 1908 una composició formada per una locomòbil i tres vagons formant un tren Renard — amb dos de viatgers, de primera i segona classe, i un per al transport de mercaderies—, desplaçada expressament des de França, va realitzar una demostració del sistema per algunes localitats de la província de Barcelona, encara que el sistema de transport finalment es va descartar.

## Imatges

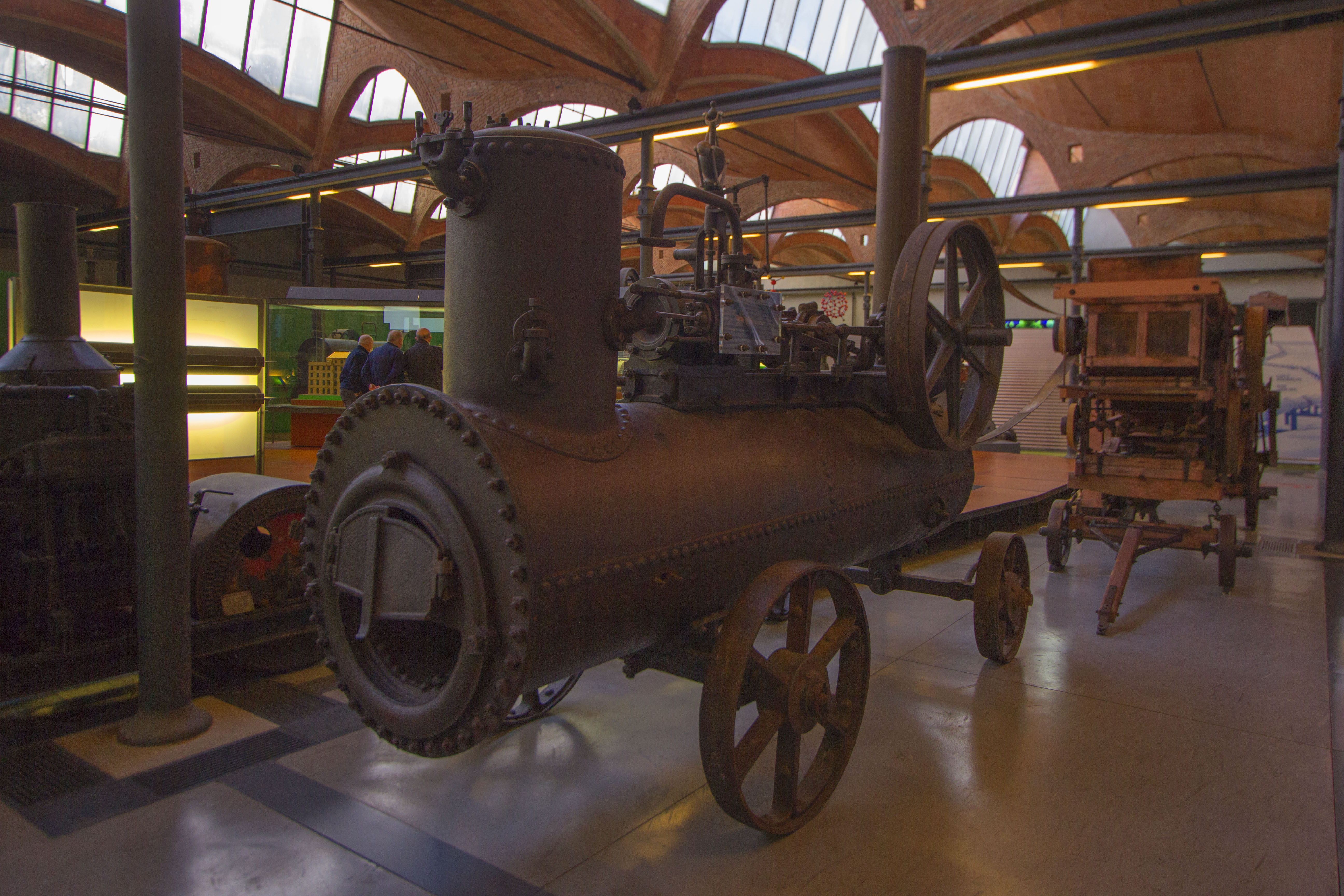
Locomòbil i màquina de batre, mNACTEC
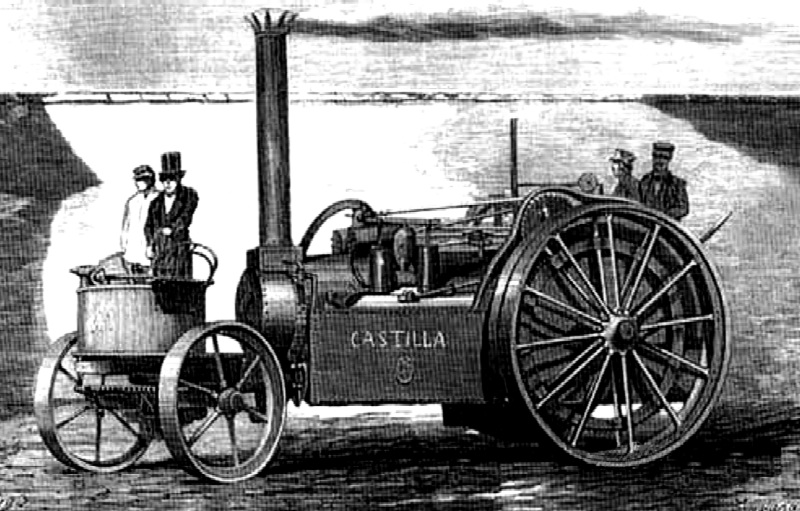
Gravat de la locomòbil espanyola "Castilla"